# Fäbodtjärnen (Anundsjö socken, Ångermanland)
Fäbodtjärnen är en sjö i Örnsköldsviks kommun i Ångermanland och ingår i Ångermanälvens huvudavrinningsområde.